# Hoepelhoutboom
De hoepelhoutboom (Copaifera guyanensis) is een altijdgroene boom die tot 40 m hoog kan worden.
De boom komt voor in Colombia, de Guiana's en Brazilië (Amazonas, Pará, Bahía). De stam heeft een dikke basis. De boom is in staat om stikstof te binden.
De boom wordt gewoonlijk 20-25 meter hoog en heeft een donkergrijsbruine schors met talrijke dofrode bastporiën. De bladeren staan 3-4 bijeen. De bloemen zijn geelwit met bloemblaadjes ongeveer 3 mm lang. De peul is eivormig, zeer kort gesteeld en glad. De kleur is eerst rood, later zwartbruin. De peul bevat één zaad van ongeveer 2,5 cm lengte.

## De hars
De boom wordt vooral benut vanwege zijn hars. Het is een olieachtig substantie die reeds lang voor allerlei doeleinden gebruikt wordt, reeds vóór de komst van de Europeanen. Het heeft antibacteriële, ontsmettende eigenschappen. Er zijn ook andere toepassingen. Het kan als diesel verbrand worden en wordt in vernissen en lakken verwerkt. Er kan bij destillatie een etherische olie uit verkregen worden. Ook de bast wordt gebruikt.

## Het hout
Het hout van de hoepelhoutboom heeft een roze tot roodbruin kernhout met koperkleurige aderen. Het hout is licht of zeer licht en zacht tot medium-hard. Het weerstaat borende insecten maar de weerstand tegen schimmels en termieten is minder goed. Het hout wordt toegepast als licht timmerhout voor vloeren, dozen en als fineer.

## Bescherming
In Suriname is hoepelhout een beschermde boomsoort. De kap ervan is verboden. In de koloniale tijd werd het taaie hout gebruikt voor masten op sloepen, stengen, ra's enz en voor hoepels voor melassie-vaten. De olieachtige hars werd zelfs door de soldaten als schoensmeer gebruikt. Het werd hoepelolie genoemd. Ook in 2019 is hoepelolie een exportproduct van Suriname Er wordt echter naar gestreefd dit niet ten koste van het bomenbestand te laten gaan.